# NGC 7647
NGC 7647 est une galaxie elliptique géante (cD) relativement éloignée et située dans la constellation de Pégase. Sa vitesse par rapport au fond diffus cosmologique est de 11 954 ± 26 km/s, ce qui correspond à une distance de Hubble de 176,3 ± 12,4 Mpc (∼575 millions d'al). NGC 7647 a été découverte par l'astronome germano-britannique William Herschel en 1785.
À ce jour, quatre mesures non basées sur le décalage vers le rouge (redshift) donnent une distance de 183,500 ± 19,053 Mpc (∼599 millions d'al), ce qui est à l'intérieur des valeurs de la distance de Hubble. 

## Supernova
La supernova SN 2009hi a été découverte dans NGC 7647 le 5 juillet 1972 par l'astronome japonais Koichi Itagaki dans le cadre du programme LOSS (Lick Observatory Supernova Search) de l'Observatoire de Lick. Cette supernova était de type Ia.

## Groupe de galaxie
La base de données NASA/IPAC cite deux sources qui mentionnent que NGC 7647 fait partie d'un groupe de galaxies. Il s'agit du groupe d'Abell 2589,. Il est pratiquement impossible dans ces deux articles de trouver les autres galaxies de ce groupe. Simbad et La base de données NASA/IPAC mentionnent aussi que NGC 7647 est la galaxie la plus brillante de l'amas,.
La désignation DRCG 36-34 est utilisée par Wolfgang Steinicke pour indiquer que cette galaxie figure au catalogue des amas galactiques d'Alan Dressler. Les nombres 36 et 34 indiquent respectivement que c'est le 36eamas de la liste, soit Abell 2589,  et la 34  galaxie de cet amas. Cette même galaxie est aussi désignée par ABELL 2589:[D80] 034 par la base de données NASA/IPAC, ce qui est équivalent. Dressler indique que NGC 7647 est une galaxie elliptique géante (D).